# Wahydra
Wahydra is een geslacht van vlinders van de familie dikkopjes (Hesperiidae), uit de onderfamilie Hesperiinae.

## Soorten
- W. dores Bell, 1959
- W. kenava (Butler, 1876)